# Дмитрук Даниїл Васильович
Дмитрук Даниїл Васильович — молодший сержант Збройних сил України, учасник російсько-української війни, повний кавалер ордена «За мужність».

## Нагороди
- орден За мужність I ступеня  (02.08.2022) — за особисту мужність і самовіддані дії, виявлені у захисті державного суверенітету та територіальної цілісності України, вірність військовій присязі.
- орден За мужність II ступеня  (22.05.2022) — за особисту мужність і самовіддані дії, виявлені у захисті державного суверенітету та територіальної цілісності України, вірність військовій присязі.
- орден За мужність III ступеня  (24.04.2022) — за особисту мужність і самовіддані дії, виявлені у захисті державного суверенітету та територіальної цілісності України, вірність військовій присязі.
- медаль За військову службу Україні (30.03.2022) — за особисту мужність і самовіддані дії, виявлені у захисті державного суверенітету та територіальної цілісності України, вірність військовій присязі.